# Zipfsches Gesetz
Das Zipfsche Gesetz (nach George Kingsley Zipf, der dieses Gesetz in den 1930er Jahren aufstellte) ist ein Modell, mit dessen Hilfe man bei bestimmten Größen, die in eine Rangfolge gebracht werden, deren Wert aus ihrem Rang abschätzen kann. Häufige Verwendung findet das Gesetz in der Sprachwissenschaft (Linguistik), speziell in der Korpuslinguistik und Quantitativen Linguistik, wo es zum Beispiel versucht, die Häufigkeit von Wörtern in einem Text zur Rangfolge in Beziehung zu setzen. Das Zipfsche Gesetz markierte den Beginn dieses Ansatzes der Quantitativen Linguistik.
Ihm liegt ein Potenzgesetz zugrunde, das von der Pareto-Verteilung bzw. Zipf-Verteilung mathematisch beschrieben wird.

## Einfache Zipfverteilung
Die vereinfachte Aussage des Zipfschen Gesetzes lautet:
Wenn die Elemente einer Menge – beispielsweise die Wörter eines Textes – nach ihrer Häufigkeit geordnet werden, ist die Wahrscheinlichkeit {\displaystyle p} ihres Auftretens umgekehrt proportional zum Platz {\displaystyle n} auf der Häufigkeitsliste (hier kurz „Rang“ genannt):
{\displaystyle p(n)\sim {\frac {1}{n}}.}
Der Normierungsfaktor bei {\displaystyle N} Elementen ist durch die harmonische Reihe
{\displaystyle H_{N}=\sum _{n=1}^{N}{\frac {1}{n}}\approx \ln N+\gamma \approx \ln(1{,}781\cdot N)} mit der Euler-Mascheroni-Konstante {\displaystyle \gamma =0{,}577\,215\ldots }
gegeben und lässt sich nur für endliche Mengen angeben. Damit folgt:
{\displaystyle p(n)={\frac {1}{H_{N}}}\cdot {\frac {1}{n}}\approx {\frac {1}{n\cdot \ln(1{,}781\cdot N)}}.}

## Wahrscheinlichkeitsverteilung
Das Zipfsche Gesetz hat seinen Ursprung in der Linguistik. Es besagt, dass bestimmte Wörter viel häufiger auftreten als andere und die Verteilung einer Hyperbel {\displaystyle {\tfrac {1}{n}}} ähnelt. Beispielsweise treten bei den meisten Sprachen Wörter umso seltener auf, je länger sie sind. Der Ordnungsparameter Rang n lässt sich als kumulative Größe beschreiben: Der Rang {\displaystyle n} ist gleichbedeutend mit der Anzahl aller Elemente, die genauso groß oder größer sind als {\displaystyle n}. Für Rang 1 gibt es genau ein Element, nämlich das größte. Für Rang 2 sind es zwei, nämlich das erste und das zweite Element, für 3 drei usw.
Zipf nimmt einen einfachen reziproken Zusammenhang zum Rang an: {\displaystyle y({\text{Rang}})\sim {\text{Rang}}^{-a}}. In der ursprünglichen Form ist das Zipfsche Gesetz frei von Parametern, es ist {\displaystyle a=1}.
Die Zipfsche Verteilung entspricht der Pareto-Verteilung unter Vertauschung von Ordinate und Abszisse:
{\displaystyle y(x)\sim x^{-a}{\text{ (Zipf) }}\Leftrightarrow x(y)\sim y^{\frac {-1}{a}}{\text{ (Pareto)}}}.
Beide sind kumulative Verteilungsfunktionen, die einem Potenzgesetz gehorchen. Der Exponent {\displaystyle e} der Verteilungsdichtefunktion lautet entsprechend:
{\displaystyle e=1+{\frac {1}{a}}}
und für den einfachen Fall {\displaystyle a=1}:
{\displaystyle e=2}.

## Beispiele

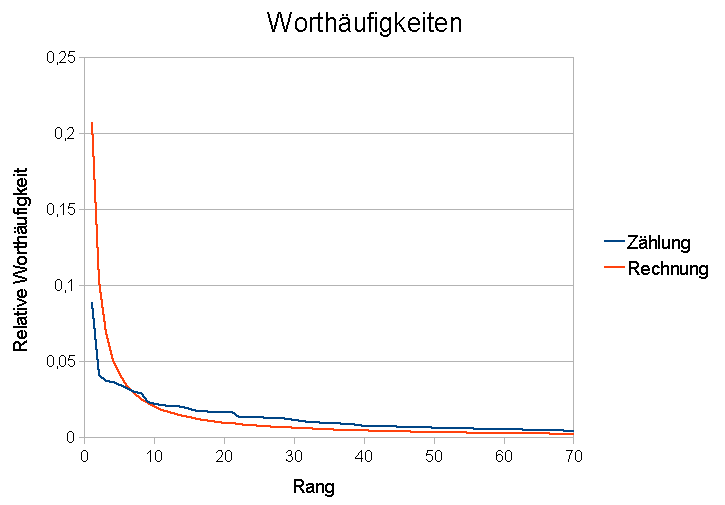
Zipf-Verteilung der Worthäufigkeiten auf Basis von Effi Briest

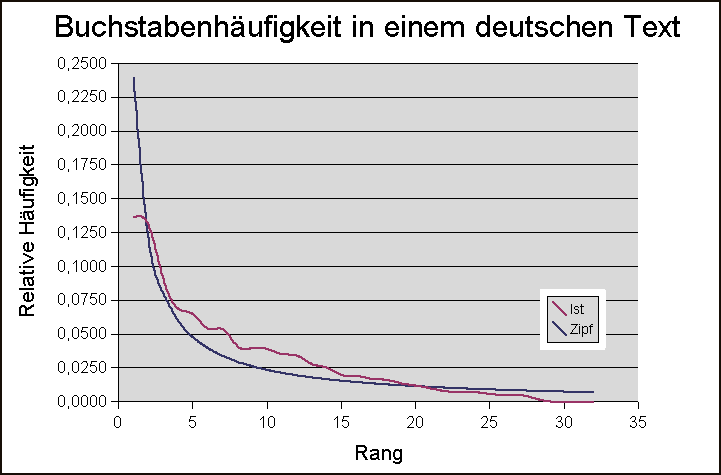
Zipf-Buchstabenhäufigkeit eines deutschen Textes

Die Verteilung der Worthäufigkeiten in einem Text (linke Grafik) entspricht in etwa qualitativ einer einfachen Zipfschen Verteilung.
Das Zipfsche Gesetz gibt den Exponenten {\displaystyle a} der kumulativen Verteilungsfunktion vor: {\displaystyle a=1}.
Der Fitwert für die Worthäufigkeiten beträgt jedoch {\displaystyle a=0{,}83}, gleichbedeutend mit dem Exponenten {\displaystyle a_{\text{pareto}}=1{,}20} einer Paretoverteilung und dem Exponenten {\displaystyle e} einer Potenz-Verteilungsdichtefunktion von {\displaystyle e=2{,}20}.
Auch die Verteilung der Buchstabenhäufigkeiten ähnelt einer Zipfschen Verteilung. Eine Statistik basierend auf 20–30 Buchstaben ist aber nicht ausreichend, um den Verlauf mit einer Potenzfunktion anzupassen.

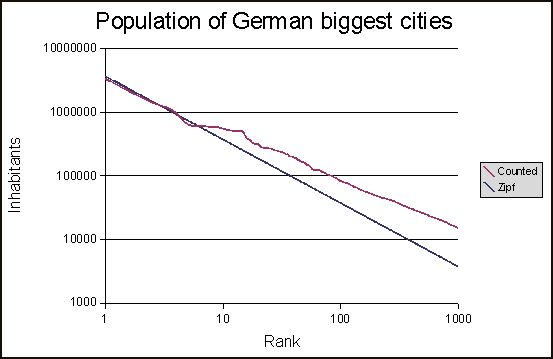
Zipf-Verteilung und Messung der Größenverteilung von Städten

Ein weiteres Beispiel aus dem Artikel Pareto-Verteilung behandelt die Größenverteilung von Städten. Auch hier kann man bei einzelnen Ländern (z. B. Deutschland) einen Zusammenhang sehen, der einem Potenzgesetz zu gehorchen scheint, allerdings mit auffallenden Abweichungen. Die Grafik rechts stellt die Zipf-Näherung den Messwerten gegenüber. Der lineare Verlauf in der doppeltlogarithmischen Verteilung stützt die Annahme eines Potenzgesetzes. Anders als die Vermutung von Zipf hat der Exponent nicht den Wert 1, sondern den Wert 0,77, entsprechend einem Exponenten einer Potenzdichteverteilung von {\displaystyle e=2{,}3}. Diese Theorie, nach der sich die Einwohnerzahlen und Größen unabhängig voneinander entwickelnden Städten dennoch einem übergeordneten Gesetz folgend entwickeln, findet auch bei der Ermittlung zu erwartender Ortsgrößen Anwendung.
Die Bedeutung der Zipf-Verteilung liegt in der schnellen qualitativen Beschreibung von Verteilungen aus den unterschiedlichsten Bereichen, während die Pareto-Verteilung den Exponenten der Verteilung verfeinert.
Beispielsweise ist die Datenbasis für einen Fit bei der Angabe der Einwohnerzahl von nur sieben Städten zu klein. Das Zipfsche Gesetz liefert eine Näherung:
| Rang n | Stadt     | Einwohner | 1 / n | p(n) | p(n) · Einwohner | Abweichung |
| ------ | --------- | --------- | ----- | ---- | ---------------- | ---------- |
| 1      | Berlin    | 3522896   | 1     | 0,39 | 3531136          | 0−0,23 %   |
| 2      | Hamburg   | 1626220   | 0,5   | 0,19 | 1765568          | 0−8,57 %   |
| 3      | München   | 1206683   | 0,33  | 0,13 | 1177045          | 0+2,46 %   |
| 4      | Köln      | 946280    | 0,25  | 0,1  | 882784           | 0+6,71 %   |
| 5      | Frankfurt | 635150    | 0,2   | 0,08 | 706227           | −11,19 %   |
| 6      | Dortmund  | 624445    | 0,17  | 0,06 | 588523           | 0+0,93 %   |
| 7      | Essen     | 594058    | 0,14  | 0,06 | 504448           | +19,22 %   |

Unter den Schlagworten Potenzgesetz, Skalengesetz oder Selbstorganisation wird über Gründe für das Auftreten von Potenzverteilungen diskutiert.